# Nubien
Nubien (lateinisch und englisch Nubia) ist das Gebiet zu beiden Seiten des Nil südlich des 1. Nilkatarakts bei Assuan in Ägypten. Die Südgrenze im Sudan wird unterschiedlich auf den großen Nilbogen südlich von Alt Dunqula und den 5. Katarakt oder auf Khartum südlich des 6. Katarakts festgelegt. Die geografische Bezeichnung Nubien fällt mit dem historischen Reich von Kusch zusammen.

## Allgemeine Situation

### Namen
Die traditionelle Herleitung des Namens aus dem ägyptischen Wort nebu (in Transkription: nb.w (nab ̆w) beziehungsweise koptisch nub, „Gold“) ist umstritten. Möglich ist auch eine Ableitung aus dem meroitischen Wort nob für „Sklave“.
Im Alten Reich stand die Bezeichnung Ta-seti sowohl für das sandige Bogenland von Nubien wie auch für den von Nubien eroberten ersten oberägyptischen Gau, der sich vom nördlichen Gebel es-Silsila bei Kom Ombo bis zum ersten Nilkatarakt erstreckte. Gut bezeugte Erwähnungen befanden sich in der „Weltkammer des Sonnenheiligtums“ von Niuserre (2455–2420 v. Chr.). Das nubische Ta-seti galt als geheimnisvolle Ziel- und Herkunftsregion von Zugvögeln, Fisch- sowie anderer Tierarten. Seit dem Mittleren Reich wurde Nubien neben Ta-seti auch als Iuntiu-Seti, Nehset, Ta Nehsi, Kesch oder Kasch bezeichnet.

### Lage
Die geografische Abgrenzung richtet sich nach der von Ägypten unabhängigen politischen und kulturellen Einheit, die durch das kuschitische Reich geschaffen wurde und die bis zum Untergang der meroitischen Herrschaft im 5. Jahrhundert n. Chr. bestehen blieb. Im Osten reicht Nubien über die Nubische Wüste bis zum Roten Meer, im Westen endet die Region undefiniert in der Libyschen Wüste. Als Südgrenze wird 18° geographischer Breite beim 5. Katarakt angenommen, weil hier weiter westlich zwischen der früheren natürlichen Grenze des 4. Katarakts bei Karima und Alt Dunqula der Nil sich aus seiner südwestlichen Fließrichtung in einem großen Bogen nach Norden wendet. Diese Definition der Südgrenze wurde von der UNESCO in ihrer Übersicht zur Rettung der nubischen Denkmäler übernommen. Der ehemalige Ptolemäus-See trocknete im 3. Jahrtausend v. Chr. aus.
Das Gebiet zwischen dem 1. und 2. Katarakt gehört heute fast gänzlich (bis auf wenige Kilometer nördlich von Wadi Halfa) zu Ägypten und wird als Unternubien bezeichnet. Der südlich anschließende Teil im Sudan heißt Obernubien. Ab der Herrschaft von Ptolemaios IV. (regierte 180–145 v. Chr.) in Ägypten wurde das Grenzgebiet zu Nubien südlich des 1. Katarakts Dodekaschoinos („Zwölfmeilenland“) genannt. Es endete 126 Kilometer von Assuan entfernt, nur wenig nördlich von Sayala. In der um 150 n. Chr. verfassten Geographike Hyphegesis des Claudius Ptolemäus wird ein Triakontaschoinos („Dreißigmeilenland“) erwähnt, das weiter als das Zwölfmeilenland vermutlich bis zum 2. Katarakt reichte.
Nubien gilt als Schnittstelle zwischen dem eher dem Mittelmeerraum zuzurechnenden Ägypten und den südlicher liegenden Teilen von Afrika. Dies galt in der Vergangenheit ebenso wie heute.

### Bevölkerung
Die Noba waren ein antikes, nur begrenzt mit den heutigen Nubiern gleichzusetzendes Nomadenvolk. Damit entspricht Nubien geografisch der Mittleren Nil-Region. Diese Gleichsetzung wird von László Török und der Mehrzahl der Archäologen vertreten. Die Festlegung der Nordgrenze Nubiens auf den 24. Breitengrad bei Assuan und der Südgrenze Nubiens auf den 18. Breitengrad bei Khartum berücksichtigt die Ausdehnung der Nubisch sprechenden Volksgruppe der Noba bis ins 16. Jahrhundert.

## Geschichte

### Vorgeschichte
Die Vorgeschichte Nubiens (besonders Unternubiens) wird in einzelne Kulturgruppen eingeteilt, die mit Buchstaben bezeichnet werden.
- Die A-Gruppe korrespondiert mit dem späten prähistorischen Ägypten sowie mit dem ägyptischen Alten Reich bis etwa zur 4. Dynastie (ca. 3500–2400 v. Chr.)
- Die ehemals angenommene B-Gruppe existiert nach neueren Untersuchungen nicht. In Obernubien gab es die Kerma-Kultur, die in ihren Anfängen (um 3500 v. Chr.) stark mit der A-Gruppe verwandt war.
- Die C-Gruppe existierte zur Zeit des ägyptischen späten Alten sowie Mittleren Reiches in Unternubien; in der 12. Dynastie wurde Unternubien bis zum 2. Nilkatarakt schrittweise von Ägypten erobert (ca. 2100–1750 v. Chr.).

In Obernubien nahe dem 3. Nilkatarakt entwickelte sich aus der Kerma-Kultur, das Königreich von Kerma, das neben Ägypten den frühesten uns bekannten afrikanischen Staat darstellt. Nach dem Ende des ägyptischen Mittleren Reiches (um 1750 v. Chr.) eroberten die Herrscher von Kerma Unternubien bis zur Grenze des ägyptischen Kernlandes und konnten in einzelnen Feldzügen sogar bis nach Ägypten vordringen. Um 1500 v. Chr. zerstörten die Pharaonen des ägyptischen Neuen Reiches das Reich von Kerma und eroberten Nubien bis zum 5. Nilkatarakt. Die nubischen Völker wurden kulturell weitgehend assimiliert. Die ägyptische Besatzung dauerte bis ca. 1000 v. Chr. an.

### Das Reich von Kusch

#### Napata und Meroe
Um 750 v. Chr. (eventuell auch bereits um 1000 v. Chr.) gründeten nubische Fürsten in der Gegend von Karima einen Staat, der den altägyptischen Namen Kusch übernahm und rasch expandierte. Um 700 v. Chr. wurde Ägypten erobert. Die nubischen Könige herrschten als 25. Dynastie über Ägypten. Um 660 v. Chr. erlangte Ägypten mit assyrischer Hilfe die Unabhängigkeit von Nubien, das kuschitische Fürstenhaus herrschte jedoch weiterhin südlich von Ägypten. Der Regierungssitz lag in der Stadt Napata beim heutigen Karima. Um 300 v. Chr. wurde die Hauptstadt nach Meroe nördlich von Khartum verlegt. In dieser Zeit wird die kulturelle Anlehnung an Ägypten mehr und mehr aufgegeben, was sich unter anderem in der Entwicklung einer eigenen Schrift und dem Gebrauch der meroitischen Sprache in offiziellen Texten äußert. Um 350 n. Chr. brach das Reich von Kusch zusammen, evtl. aufgrund einer Umweltkatastrophe oder einer militärischen Niederlage gegen das äthiopische Reich von Axum.

#### Pyramiden

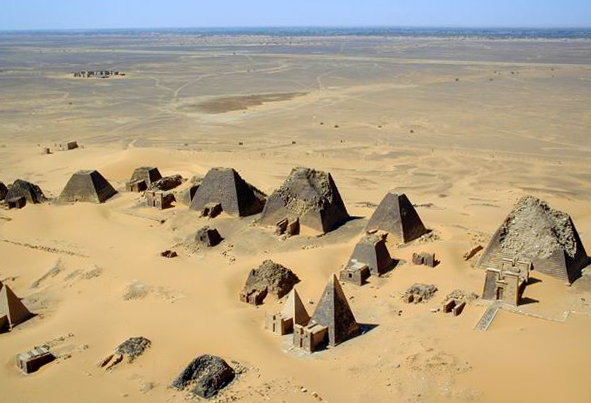
Luftbild der Pyramiden von Meroe im Jahr 2001

Von der Zeit der 25. Dynastie sowie des napatanisch-meroitischen Reiches zeugen in Sudan bis heute vor allem zahlreiche Pyramiden; die älteste in Sudan errichtete Pyramide ist vermutlich die des nubischen Pharaos Piye auf dem Friedhof von al-Kurru. Vorbild waren wahrscheinlich nicht die ägyptischen Königspyramiden aus der Zeit des Alten und Mittleren Reiches, sondern die wesentlich jüngeren ägyptischen Privatpyramiden vor allem des thebanischen Raumes. Dafür spricht sowohl der steile Neigungswinkel der nubischen Pyramiden als auch die Tatsache, dass sie, wie die ägyptischen Privatpyramiden des Neuen Reiches, viel enger aneinandergebaut sind als die ägyptischen Königsgräber. Darüber hinaus war die Grabform der Pyramide in Nubien nicht den Königen vorbehalten, sondern auch wohlhabende Privatleute ließen sich in Pyramiden bestatten, was die nubischen Pyramiden ebenfalls in der Tradition der ägyptischen Privatpyramiden stehen lässt. Der steile Neigungswinkel hatte vermutlich auch konstruktive Gründe: Eine Ritzzeichnung aus den Ruinen von Meroe, nahe dem Dorf Begrawija, zeigt einen Schaduf (eine Art Kran) als Bauwerkzeug. Die Länge des Auslegers dieses Kranes begrenzte die Seitenlänge der Pyramiden.
In Nubien sind über 200 Pyramiden gefunden worden; damit stehen in Sudan mehr Pyramiden als in Ägypten. Dies liegt vor allem daran, dass in Ägypten nur wenige der Privatpyramiden des Neuen Reiches bis heute erhalten sind.
Im vierten nachchristlichen Jahrhundert scheint das meroitische Reich in verschiedene kleinere Fürstentümer oder Königreiche zerfallen zu sein. In kultureller Hinsicht stellen diese kleinen Reiche die Fortsetzung von Meroe dar.

### Das mittelalterliche Nubien

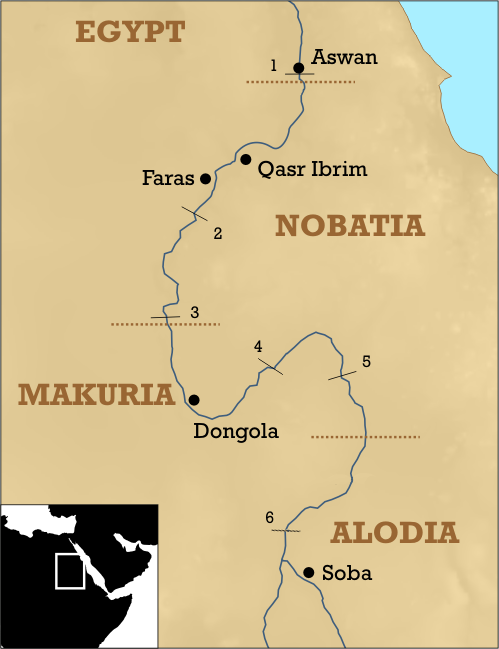
Die nubischen christlichen Reiche

#### Christliche Königreiche
Im 6. Jahrhundert wurde Nubien christianisiert. Es bildeten sich die Königreiche von Nobatia, Makuria und Alwa (zum Teil auch „Alodia“ genannt) sowie eine größere Anzahl von Bistümern mit Bischöfen, Klerikern, Kathedralen und Klöstern. In dieser Zeit kam das Nubische als Schriftsprache in Gebrauch, im Mittelalter in koptischen Buchstaben mit einigen Abwandlungen geschrieben. Die Hauptsprache der christlichen Liturgie in Nubien blieb jedoch das Griechische. Kirchlich-konfessionell gehörten die nubischen Diözesen zum Patriarchat von Alexandrien der Kopten.

#### Islamisierung
Infolge arabischer Einwanderungen aus Ägypten wurden die christlichen Königreiche Nubiens nach und nach zerrüttet. Eine entscheidende Wende war die Umwidmung der Kathedrale von Dongola in eine Moschee im Jahre 1317 n. Chr. Im 16. Jahrhundert war Nubien formal vollständig islamisiert. Die nubische Sprache blieb jedoch in Gebrauch, neben dem sich als überregionale Verkehrssprache immer mehr durchsetzenden Arabisch.

#### Überreste von Kirchen
Aus christlicher Zeit wurden in Nubien bis heute zahlreiche Kirchenruinen gefunden. Die nubischen Kirchen hatten oft einen annähernd quadratischen oder kreuzförmigen Grundriss und waren gelegentlich sehr klein. Manche Wissenschaftler vermuten, dass sie nur als ein Haus für die Liturgie der Kleriker sowie eine Art Sakristei dienten; die eigentlichen Gemeindegottesdienste hätten vor der Kirche auf freiem Feld stattgefunden. Die bekanntesten Kunstwerke aus dem christlichen Nubien sind die Kirchenfresken der Kathedrale von Faras.

### Neuzeit

#### Nubien im 19. Jahrhundert
Im Jahre 1821 eroberten die Ägypter mit 4000 Soldaten und europäischen Waffen erneut Nubien und Teile des südlich daran angrenzenden Sudan. Da Ägypten zu dieser Zeit zwar faktisch unabhängig war, offiziell jedoch noch immer Provinz des Osmanischen Reiches, erfolgte auch die Eroberung Nubiens in dessen Namen. Daher wird diese Epoche im heutigen Sudan meist als Turkiya bezeichnet.
1882 erhoben sich sudanesische Araber unter der Führung Muhammad Ahmads gegen die ägyptische Herrschaft und eroberten Khartum sowie weitere Teile des Sudan. Muhammad Ahmad betrachtete sich selbst als von Gott gesandter Mahdi, eine Art Messiasgestalt, weshalb diese Erhebung auch als Mahdi-Aufstand bezeichnet wird.
Während der Eroberung Khartums kam unter anderen der Gouverneur Sudans, der in de facto ägyptischen (de jure türkischen) Diensten stehende britische General Charles Gordon, bei den Kämpfen ums Leben. Mehrere von britischen Offizieren geführte ägyptische Armeen wurden vernichtend geschlagen, unter anderem das von General William Hicks kommandierte Anglo-Ägyptische Expeditionskorps.

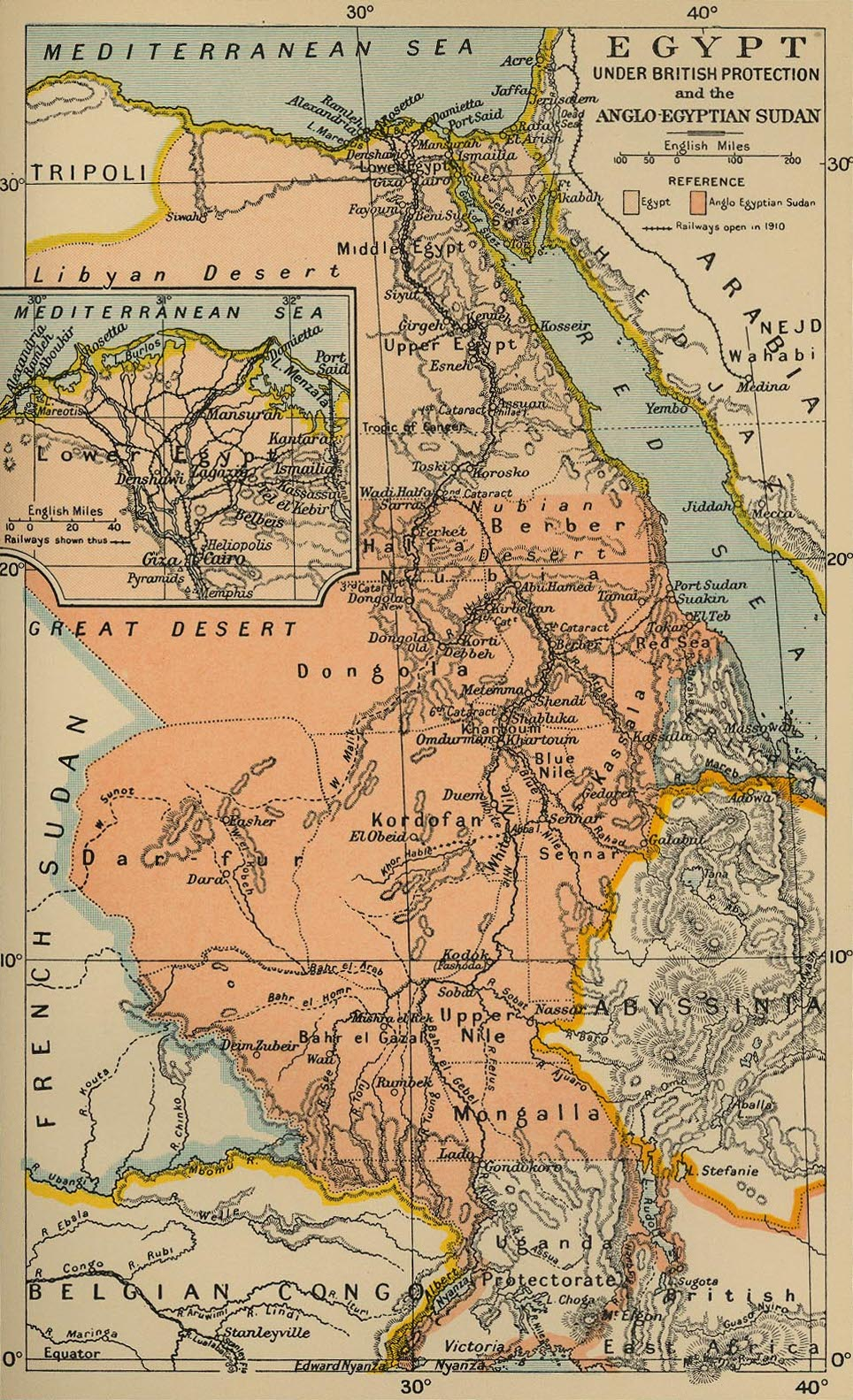
Das Anglo-Ägyptische Kondominium (dunkelrot)

1898 eroberten britische Truppen unter dem Kommando von Horatio Kitchener von Ägypten aus Nubien zurück und schlugen die Mahdisten in der Schlacht von Omdurman bei Khartum. Um die Logistik für diesen Feldzug zu bewältigen, wurde die erste Eisenbahnlinie in Nubien entlang des Nil gebaut.
Der Sudan und damit auch Nubien kamen in der Folgezeit nominell unter gemeinsame britisch-ägyptische Herrschaft (Kondominium); da die Briten aber auch in Ägypten selbst entscheidenden Einfluss ausübten, war der Sudan de facto britische Kolonie. John Grenfell Maxwell wurde 1897 Gouverneur von Nubien.

#### Nubien im 20. Jahrhundert
1955 folgte eine Volksabstimmung über den Anschluss an Ägypten, die negativ ausfiel. Daraufhin wurde Sudan 1956 in die Unabhängigkeit entlassen. Die Grenze zu Ägypten wurde bei Wadi Halfa festgelegt; Nubien war damit zwischen zwei Staaten geteilt.
In den 1960er-Jahren wurde von Ägypten der Assuan-Hochdamm (Sadd al-'Alī) geplant und gebaut, der das Fassungsvermögen des älteren, noch von den Briten gebauten Assuan-Staudammes bei weitem übertreffen sollte. 1971 wurde der Hochdamm fertiggestellt. In der Folgezeit wurde nahezu ganz Unternubien vom entstehenden Nassersee, dessen südlicher Teil Nubia-See genannt wird, überflutet. In einer beispiellosen Rettungsaktion setzte die internationale Staatengemeinschaft unter Federführung der UNESCO zahlreiche kulturelle Monumente in höher gelegene Regionen um; die unternubische Bevölkerung wurde größtenteils in das südliche Oberägypten umgesiedelt, wodurch im sonst durchgehend arabischsprachigen Ägypten nubische Sprachinseln entstanden.

#### Heutige Situation
Mit chinesischer Hilfe ließ die Regierung Sudans in Dar al-Manasir am 4. Katarakt den Merowe-Staudamm errichten. Die Inbetriebnahme erfolgte im Frühjahr 2009.
Die nubische Bevölkerung ist sowohl in Ägypten als auch im Sudan weitgehend arabisiert. Daneben ist Nubisch als Muttersprache jedoch noch immer lebendig. Es wird in arabischer Schrift geschrieben.